# Hines (Oregon)
Hines é uma cidade localizada no estado norte-americano de Oregon, no Condado de Harney.

## Demografia
Segundo o censo norte-americano de 2000, a sua população era de 1623 habitantes.
Em 2006, foi estimada uma população de 1488, um decréscimo de 135 (-8.3%).

## Geografia
De acordo com o United States Census Bureau tem uma área de
6,1 km², dos quais 6,1 km² cobertos por terra e 0,0 km² cobertos por água.

## Localidades na vizinhança
O diagrama seguinte representa as localidades num raio de 96 km ao redor de Hines.